# Hall XPTBH
Le Hall XPTBH était un hydravion bombardier-torpilleur bimoteur américain des années 1930, développé par la Hall Aluminum Aircraft Corporation pour équiper l'US Navy.
Construit d'une manière innovante, faisant appel à l'utilisation massive de l'aluminium, l'avion se montra réussi lors des essais, mais ne parvint pas à obtenir les faveurs de la Navy. Aucun contrat de production ne fut attribué pour l'appareil, et celui-ci servit de plateforme expérimentale avant d'être détruit par un ouragan au cours de l'année 1938.

## Conception et développement

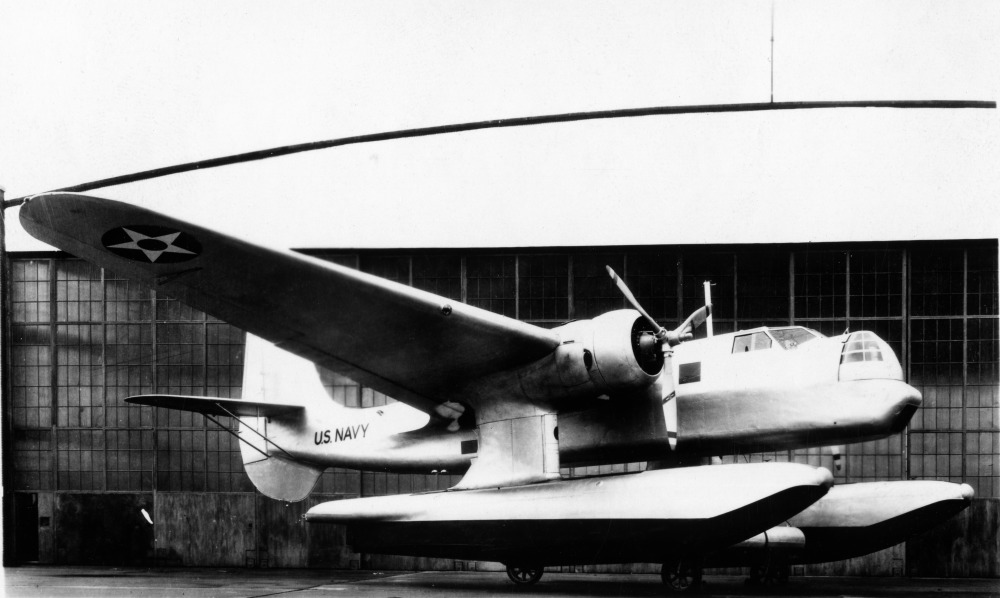
Le XPTBH au sol.

À la fin de l'année 1934, le Bureau of Aeronautics (BuAer) de l'US Navy publia une spécification pour la conception de nouveaux « scout bombers » (SB, pour « bombardier-éclaireur » en français) et bombardiers-torpilleurs. Huit compagnies proposèrent un total de dix projets en réponse à ces besoins, répartis équitablement entre des monoplans et des biplans,. La compagnie Hall basé à Bristol (Pennsylvanie) proposa le seul concept concernant un hydravion. Un prototype fut commandé pour évaluations par la marine américaine le 30 juin 1934. Recevant la désignation XPTBH-1, il devint l'unique avion à recevoir trois lettres de désignation de mission au sein de la Navy entre 1922 et 1962,, (PTB signifiant « Patrol Torpedo Bomber », le H étant pour Hall).
Le choix de Hall de concevoir un hydravion à deux flotteurs fut dicté par la requête de la Navy, qui stipulait que le nouveau bombardier-torpilleur devait être capable d'emporter une torpille navale standard du même type que celles utilisées par les destroyers. Tel qu'il était lors de la commande, le XPTBH-1 devait initialement être équipé de moteurs en étoile Wright R-1820 Cyclone. Des retards de conception causés par la relocalisation de l'usine de production de Hall, ainsi que des complications avec le contrat et des doutes sur les performances potentielles de l'avion, menèrent à une révision de sa conception, celui-ci devenant alors légèrement plus petit et ses moteurs étant remplacés par des Pratt & Whitney R-1830 Twin Wasp. Toutes ces modifications firent changer sa désignation en XPTBH-2, portant le numéro de série « 9721 ».
Utilisant les longerons en aluminium standards de Hall, le fuselage et les bords d'attaque des ailes furent recouverts d'aluminium, alors que le reste de l'aile et les surfaces de contrôle furent recouverts de tissu. L'avion disposait d'un armement défensif assez important, si l'on se réfère aux standards des années 1930, avec une tourelle motorisée conçue par Hall installée dans le nez et disposant d'une mitrailleuse de 7,62 mm (calibre.30). Des pivots pour une paire de mitrailleuses étaient installées dans les positions dorsales et ventrale arrière. Un panneau en verre optiquement plat (en) fut installé dans le nez sous la tourelle pour être utilisé par l'opérateur de bombardement. L'armement offensif de l'avion, consistant en une torpille aérienne Mark 13 ou jusqu'à 2 000 livres (907 kg) de bombes, était emporté dans une soute interne, l'espacement entre les deux flotteurs permettant un largage sans encombre de l'armement.

## Histoire opérationnelle

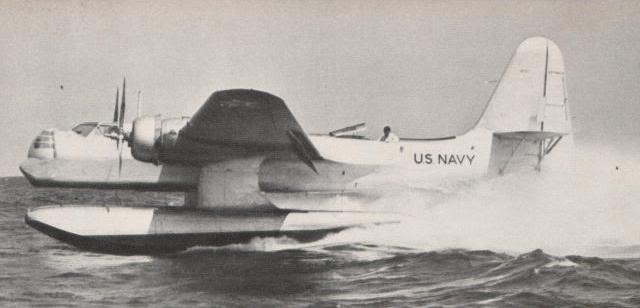
Le XPTBH-2 en évolutions sur l'eau, vers 1937.

Livré à la Navy le 30 janvier 1937, (une source de la Navy donne le 17 décembre 1936 comme date de réception), l'avion fut officiellement présenté au public à l'usine Hall de Bristol, en Pennsylvanie, en avril de la même année. Les premiers essais en vol de l'avion, démarrant en février et menés par le pilote d'essai Bill McAvoy,, montrèrent que l'appareil n'avait que peu de défauts, le seul problème significatif étant un manque de réponse en roulis – une réduction de la capacité des ailerons à incliner l'avion –, conséquence de la taille importante des flotteurs. Une modification augmentant la taille de la dérive résolut le problème. Les caractéristiques de maniabilité de l'appareil dans l'eau furent jugées excellentes, les seules réelles plaintes qui firent surface pendant les essais concernant le système de berceau à roues permettant de sortir l'avion hors de l'eau (en anglais : « beaching gear », pouvant être traduit par « roues de débarquement »), qui se montra extrêmement difficile à utiliser dans un quelconque environnement autre que les eaux les plus calmes. Le XPTBH était effectivement un hydravion pur, pas un avion amphibie, et ce chariot à roues était nécessaire pour pouvoir le déplacer sur la terre ferme.
Bien que le XPTBH-2 ait rempli la plupart des objectifs prévus à sa conception, et qu'il fut considéré comme étant excellent au cours des essais en vol,, il ne parvint pas à atteindre les objectifs contractuels concernant la vitesse maximale et la vitesse d'attaque. De plus, l'US Navy ne considérait pas un bombardier-torpilleur « marin » comme étant un avion pour lequel existait une nécessité opérationnelle. Le fait qu'il s'agissait d'un hydravion, donc limité à l'emploi depuis la surface de l'eau, fut en fait plutôt considéré comme un problème, alors que rôle « trois-en-un » (les initiales PTB) de l'avion le laisser entrevoir comme étant un appareil « touche à tout, bon en rien » (en anglais : « Jack of all trades, master of none »), les avions conçus pour un rôle spécifique étant généralement considérés comme supérieurs. La compagnie, cependant, critiqua la politique de la Navy pour la non-attribution d'une commande de production.
Après la conclusion de son programme d'essais, le XPTBH-2 fut utilisé pour des travaux expérimentaux à la Naval Torpedo Station à Newport, dans l'état de Rhode Island, participant à des essais de torpilles aériennes. Son service à Newport prit fin de manière brutale lorsque, le 21 septembre 1938, le XPTBH-2 fut détruit pendant le grand ouragan de Nouvelle-Angleterre, qui fit pour l'équivalent de plusieurs milliards de dollars de dégâts. Le XPTBH-2 fut le dernier avion conçu par Hall. La compagnie resta dans les affaires jusqu'en 1940, lorsqu'elle fut rachetée par la Consolidated Aircraft Corporation (les livraisons du Hall PH, un hydravion biplan qui vola pour la première fois en 1929, continuèrent jusqu'en 1941).